# Карматреш
«Карматреш» — дебютний студійний альбом львівського гурту АННА, що вийшов у 2008 році.

## Список пісень
Автор музики АННА. 
| #     | Назва           | Автор слів        | Тривалість |
| ----- | --------------- | ----------------- | ---------- |
| 1.    | «Куля»          | Сергій Нестеренко | 4:03       |
| 2.    | «До кісток»     | Сергій Нестеренко | 3:17       |
| 3.    | «Ангели»        | Сергій Нестеренко | 4:22       |
| 4.    | «Неприкаяний»   | Сергій Нестеренко | 4:00       |
| 5.    | «Ніж»           | Сергій Нестеренко | 4:07       |
| 6.    | «Гламур»        | Сергій Нестеренко | 4:09       |
| 7.    | «Мовчи»         | Сергій Нестеренко | 3:39       |
| 8.    | «Сни»           | Віктор Новосьолов | 3:29       |
| 9.    | «Сприймай мене» | Віктор Новосьолов | 3:36       |
| 10.   | «Чортищо»       | Сергій Нестеренко | 3:28       |
| 11.   | «Картини»       | Віктор Новосьолов | 5:11       |
| 12.   | «Зрада»         | Юрій Підцерковний | 5:58       |
| 49:26 |                 |                   |            |

## Кліпи
Існує кліп лише на пісню «Гламур»: Василь «Prozorowww» Переверзев — режисер, Євген Керпатенко — оператор. Кліп знімався у підвалі діамантового заводу, причому нелегально. Його можна побачити у трьох версіях: повну і контр-версію можна подивитися лише в Інтернеті, а ТБ-версію можна побачити на телебаченні.

## «Карматреш Тур»
Карматреш Тур проходив з 7 березня по 18 травня 2008 року містами України. 9 концертів з 17 відбулися з групою ТОЛ. На концертах хлопці знімали дебютне DVD «КАРМА.ТРЕШ.ТУР», яке було презентоване у 2009 році.

| Дата       | Місто            | Майданчик              | Примітки                          |
| ---------- | ---------------- | ---------------------- | --------------------------------- |
| 7 березня  | Тернопіль        | ЦДМІ ім. Довженка      |                                   |
| 9 березня  | Львів            | КТЗ «Романтик»         | +ТОЛ                              |
| 15 березня | Київ             | Клуб «Бінго»           | +ТОЛ                              |
| 16 березня | Рівне            | Клуб «Holiday»         | Фестиваль «Курок»                 |
| 18 березня | Кременчук        | П'ятий корпус КПУ      |                                   |
| 19 березня | Кривий Ріг       | Клуб «Піонер» («SHOT») |                                   |
| 20 березня | Одеса            | Клуб «XXI век»         | +ТОЛ                              |
| 22 березня | Запоріжжя        | БК «Енергетиків»       | +ТОЛ                              |
| 23 березня | Дніпропетровськ  | ЦКМ «Zodiac»           | +ТОЛ                              |
| 27 березня | Луганськ         | Клуб «Колізей»         | +ТОЛ                              |
| 28 березня | Харків           | Клуб «Форт»            | +ТОЛ                              |
| 29 березня | Полтава          | Арт-клуб «22»          | +ТОЛ                              |
| 30 березня | Севастополь      | Клуб «Імпульс»         |                                   |
| 5 квітня   | Вінниця          | БК «Зоря»              | +ТОЛ                              |
| 6 квітня   | Луцьк            | «Майдан»               |                                   |
| 12 квітня  | Івано-Франківськ |                        |                                   |
| 18 травня  | Хмельницький     | Клуб «СВ»              | Перший концерт з Віктором Галюком |